# Amtsgericht Berchtesgaden

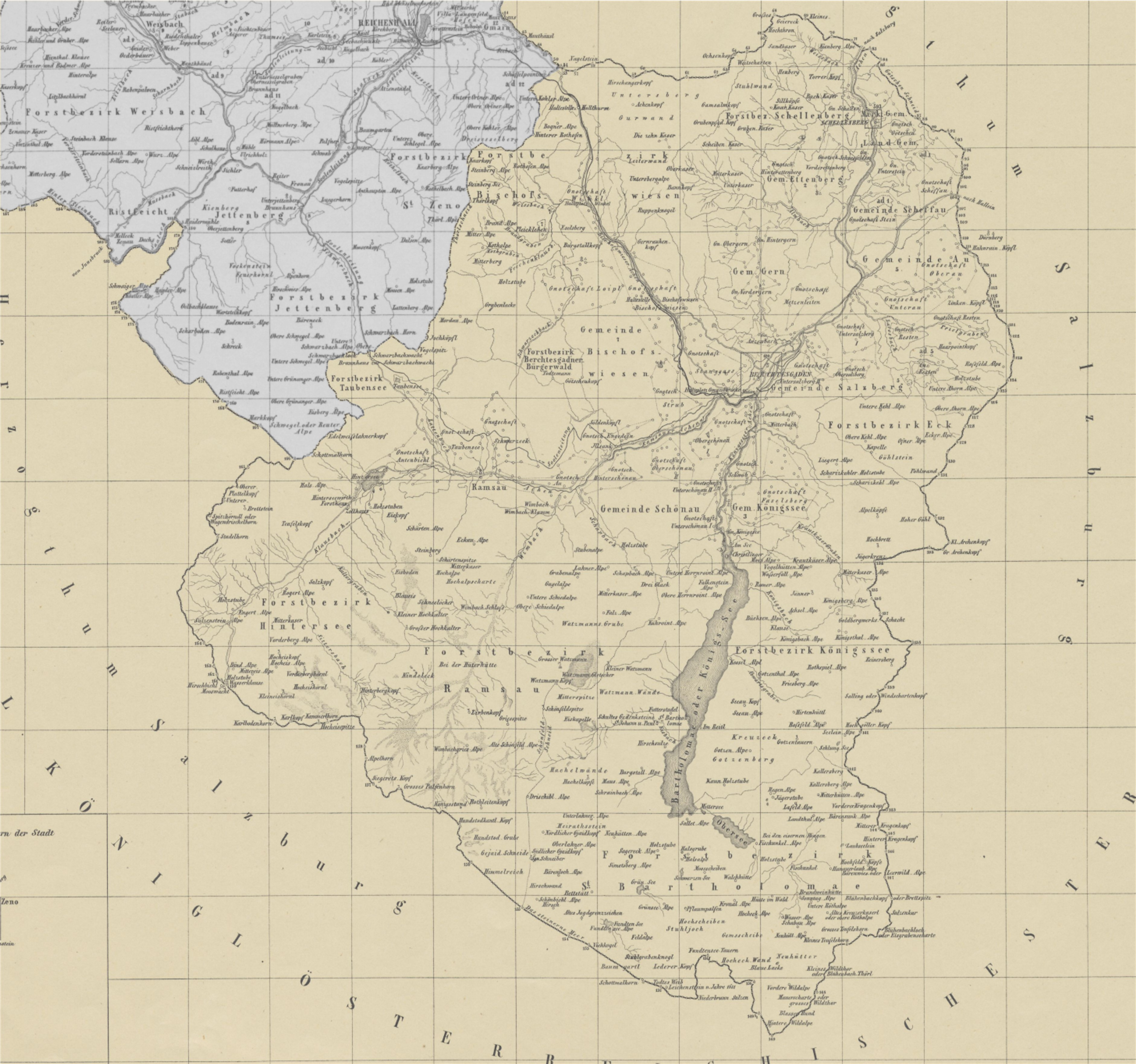
Zuständigkeitsbereich des Amtsgerichts Berchtesgaden (grau: das angrenzende, nur teilweise angezeigte Amtsgericht Reichenhall), Kartenausschnitt von 1896

Das Amtsgericht Berchtesgaden wurde im Zuge der Einführung des Gerichtsverfassungsgesetzes im Jahre 1879 errichtet. Sein Vorgänger war das 1811 konstituierte Landgericht Berchtesgaden. Der Gerichtssprengel des Land- bzw. Amtsgerichts Berchtesgaden lag im Südteil des 1862 gebildeten Bezirksamts Berchtesgaden bzw. (nach seiner Umbenennung 1939) des Landkreises Berchtesgaden.
Aufgrund der Gebietsreform in Bayern trat am 1. Juli 1973 das Gesetz über die Organisation der ordentlichen Gerichte im Freistaat Bayern (GerOrgG) vom 25. April 1973 (GVBl S. 189) in Kraft. Das Amtsgericht Berchtesgaden wurde gemeinsam mit dem Amtsgericht Bad Reichenhall aufgelöst und deren Gerichtsbezirke an das Amtsgericht Laufen übertragen, so dass sich dessen Zuständigkeitsbereich seither über den 1972 gebildeten Landkreis Berchtesgadener Land erstreckt.
Seinen Sitz hatte das Amtsgericht Berchtesgaden anfangs gemeinsam mit dem Bezirksamt Berchtesgaden im ehemaligen Hofrichterhaus und ab 1868 bis zu seiner Auflösung in einem Teilbereich des Franziskanerklosters in Berchtesgaden.

## Bekannte Prozesse

### Gerichtsbeschlüsse zu prominenten NS-Vertretern und ihren Angehörigen
Das Amtsgericht Berchtesgaden hat Martin Bormann am 10. März 1954 amtlich für tot erklärt. Durch den Fund der Leiche 1972 wurde dieser Beschluss bestätigt.
Durch Entscheidung des Amtsgerichts Berchtesgaden vom 25. Oktober 1956 (II 48/52) ist der Todeszeitpunkt Adolf Hitlers „auf den 30. April 1945, 15 Uhr 30 Minuten“ festgelegt worden. Der Todeszeitpunkt von Eva Braun, zu diesem Zeitpunkt verheiratete Eva Hitler, ist durch Beschluss des Amtsgerichts Berchtesgaden vom 17. Januar 1957 (Az.: II 2/57) auf den 30. April 1945, 15:28 Uhr, festgestellt worden. Damit liegt ihr amtlicher Todeszeitpunkt zwei Minuten vor dem Hitlers.
Das Amtsgericht Berchtesgaden war auch in die Auseinandersetzungen um das Erbe Adolf Hitlers involviert. In einem Urteil des Amtsgerichts München vom 17. Februar 1960 wurden Paula Hitler zwei Drittel des Nachlasses ihres Bruders zugesprochen. Sie starb jedoch wenige Monate später, im Juni 1960, im Alter von 64 Jahren. Als Verwalter des Erbes war der Freistaat Bayern zuständig, da Hitler dort mit Wohnsitz gemeldet war. Auf das Bundesland Bayern wurden aus diesem Grund auch die Urheberrechte an Hitlers Mein Kampf übertragen, mit Ausnahme des Gebiets der USA. Es wurde geschätzt, dass sich die Tantiemen möglicherweise auf 20 Millionen Euro belaufen könnten. Nach dem Tod von Paula Hitler fiel das Erbe durch eine richterliche Verfügung des Amtsgerichtes Berchtesgaden vom 25. Oktober 1960 den beiden Kindern ihrer Halbschwester Angela Hammitzsch zu: Leo Raubal und Elfriede Hochegger. Weder sie noch die ihnen in der Erbfolge nachstehenden Verwandten haben gegen den Freistaat Bayern prozessiert, um beispielsweise die Urheberrechte an Mein Kampf und daraus resultierende Tantiemen zu erhalten.

### Zeugeneinvernahme zum Eichmann-Prozess
Im Rahmen des Eichmann-Prozesses wurde Theodor Horst Grell als Zeuge der Verteidigung – Eichmanns Verteidiger war Robert Servatius – am 14. Juni 1961 vor dem Amtsgericht Berchtesgaden vernommen, da Grell dort seinen Wohnsitz hatte. Grell bezeichnete sich zu diesem Zeitpunkt als Rechtsanwalt im Ruhestand. Grell erklärte dabei auch, dass die 1948 bei den Nürnberger Prozessen abgegebene Zeugenaussage insofern unwahr war, als dass alle Schuld auf die NS-Funktionäre geschoben wurde, die zu dem Zeitpunkt tot oder vermutlich tot waren.

## Amtsgerichtsvorstände
Nachfolgend sind alle Vorstände des ehemaligen Amtsgerichts Berchtesgaden soweit bekannt mit ihrem jeweiligen Titel aufgelistet:
- 1862–1893: Ignatz Freiherr von Barth-Hamating, Landrichter und Oberamtsrichter
- 1893–1909: Georg Martin, Oberlandesgerichtsrat
- 1909–1929: Eckhart Freiherr von Aufseß, Amtsgerichtsrat
- 1929–1929: Josef Albertus, vom 1. April bis 31. Oktober 1929 als Amtsgerichtsrat
- 1929–1930: Heinrich Stephanus
- 1930–1932: Hermann Weinkauff (1894–1981), Oberamtsrichter, später erster Präsident des Bundesgerichtshofs.[11]
- 1932–1937: ? Strebel
- 1937–1963: Heinrich Stephanus
- 1963–1975: Oswald Senft

## Bekannte Mitarbeiter
Rudolf Müller, der spätere Landrat des Landkreises Berchtesgaden und des Landkreises Berchtesgadener Land, begann seine Laufbahn Anfang der 1940er als Referendar am Amtsgericht Berchtesgaden.